# Creed en Dios
Creed en Dios es un relato escrito por Gustavo Adolfo Bécquer, incluido en sus Leyendas. Fue publicado por vez primera los días 23, 25 y 27 de febrero de 1862, en El Contemporáneo. Se subtitula Cantiga provenzal, y se abre con el epitafio del protagonista, Teobaldo de Montagut; la narración referida por un juglar, se divide en pequeños capítulos, que describen la vida del personaje. 

## Sinopsis
Su madre, la condesa de Montagut, poco antes de traerlo al mundo, vio en sueños que concebía una serpiente que se transformaba en una paloma. Muerta su madre en el parto, y fallecido su padre poco después en una emboscada, Teobaldo como primogénito se convierte en el Conde. Su vida es la de un malvado que comete todas las fechorías imaginables, sin respetar ni humano ni divino. Un día de caza encuentra a un sacerdote, que le reprocha su perversidad; indignado Teobaldo lanza sus perros para cazar al religioso como si fuera un animal, pero en ese momento se reinicia la cacería del jabalí y Teobaldo es incapaz de darle alcance. Justo cuando va a lograrlo, su caballo perece. Entonces llama a sus servidores para que le den otro. Montado en su nuevo corcel, Teobaldo inicia un viaje fantástico al Cielo y al Infierno, gracias al cual reconoce sus errores y blasfemias. Retornado a la realidad, como si hubiera sido solo un sueño, vuelve a su castillo que encuentra convertido en un monasterio. El abad le cuenta que hacía cosa de siglo o siglo y medio, Teobaldo de Montagut había sido llevado por el diablo y que esas tierras habían pasado a manos de los religiosos. Teobaldo, arrepentido ante el prodigio, pide ser admitido en el convento.